# Cypridopsis vidua
Cypridopsis vidua is een mosselkreeftjessoort uit de familie van de Cyprididae. De wetenschappelijke naam van de soort is voor het eerst geldig gepubliceerd door Otto Friedrich Müller.